# 安东尼·桑布拉诺
安东尼·何塞·桑布拉诺·德·拉·克鲁斯（西班牙語：Anthony José Zambrano de la Cruz，1998年1月17日—）是一名哥伦比亚男子短跑运动员。他曾在2019年世界田径锦标赛400米项目上赢得银牌，以44.15秒创造新的哥伦比亚国家纪录。